# Pandanus aquaticus
Pandanus aquaticus F. Muell., 1877 è una pianta della famiglia Pandanaceae, endemica dell'Australia.

## Ecologia
Il serpente acquatico Acrochordus arafurae staziona frequentemente tra le radici di Pandanus aquaticus.

Alcune rane arboricole come Litoria rothi, Litoria bicolor e Litoria rubella si trovano quasi esclusivamente su Pandanus aquaticus.